# Estêvão Boístlabo
Estêvão Boístlabo (em grego medieval: Στέφανος Βοϊσθλάβος; romaniz.: Stéphanos Boisthlábos; em latim: Stephanus Boisthlabus; em sérvio: Стефан Војислав; romaniz.: Stefan Vojislav[a]) foi um príncipe da Dóclea de 1040 a 1043. Ele já era desde 1018 um "toparca" entre os bizantinos mas, em 1034, liderou uma revolta fracassada que resultou em sua prisão em Constantinopla. Ele conseguiu escapar e retornou para casa para liderar uma segunda revolta, desta vez vitoriosa, que conseguiu estabelecer a independência de seu pequeno estado, que ele reinaria como "príncipe do sérvios", um título que indicava que ele era o líder supremo dos sérvios.
Ele é o fundador epônimo da Dinastia Vojislavljević.

## Origem e primeiros anos
Os escritores contemporâneos relatam que ele era sérvio, mas não mencionam sua genealogia. Uma fonte posterior, mais duvidosa, afirma que ele era primo do monarca anterior, João Vladimir (r. 990–1016)[b].
Tendo alcançando seu apogeu durante o longo reinado do imperador Basílio II, Império Bizantino entrou, logo após a sua morte em 1025, num consistente declínio, particularmente evidente nos Bálcãs. Lá, a eliminação da ameaça constante do Império Búlgaro e a cobrança de impostos excessivos ajudaram a fomentar movimentos de libertação do domínio bizantino.
Vojislav tinha o título de arconte e toparca das fortalezas dálmatas de Zeta e Ston.
Na época, os assuntos dos dálmatas, croatas, sérvios e outros povos da região eram supervisionados por estrategos em Naísso, Escópia, Ragusa) e Dirráquio. Boístlabo se encontrava frequentemente com Catalaco Clazomenita, o estratego de Ragusa e, numa dessas ocasiões, raptou-o juntamente com sua corte para que ele fosse o padrinho de batismo de seu filho, o que mostra uma relação próxima entre os líderes nativos e os oficiais bizantinos na zona periférica do império nos Balcãs depois da reconquista de Basílio.

## Revoltas
| “ | ...Estêvão Boístlabo, arconte dos sérvios, que, não faz muito tempo, escapou de Constantinopla e tomou as terras dos sérvios, banindo Teófilo Erótico | ” |
|   | — João Escilitzes. |   |

Mapa da região no século XI.

Por volta de 1034 (de acordo com Escilitzes), os sérvios renunciaram ao jugo bizantino. Estêvão, possivelmente um primo do assassinado João Vladimir, organizou uma revolta durante a confusão depois da morte de Romano III Argiro. Ele foi derrotado e preso na capital entre 1035 e 1036 e seu reino foi entregue para o estratego Teófilo Erótico. No final de 1037 ou início de 1038, ele conseguiu escapar da prisão e retornou para Dóclea, onde organizou uma nova revolta, desta vez contra os aliados sérvios do imperador nas regiões vizinhas.
Fazendo uso de táticas de guerrilha e criando distrações na forma de outras revoltas, ele conseguiu repelir diversas expedições enviadas para puni-lo e consolidou o controle sobre os principados de Travúnia e Zaclúmia. Assim, em 1040, seu estado já se estendia por toda a costa da Dalmácia, entre Ston, no norte, até sua capital, Escodra, na margem sul do lago de mesmo nome. Ele também mantinha cortes em Trebinje, Kotor e Bar.

## Guerras contra os bizantinos
O imperador bizantino Miguel IV, que estava em Tessalônica, esperava receber um carregamento de 10 kentenars de ouro (7 200 nomismas de ouro) vindos do sul da Itália em 1039. Contudo, o navio que trazia a carga encalhou na costa dóclea por causa de uma tempestade no inverno de 1039-1040 e a carga foi tomada por Boístlabo, que se recusou a devolvê-la a Miguel Furioso, o imperador, que já havia retomado Dirráquio, enviou o general Jorge Probatas para atacar Boístlabo, mas o exército bizantino não conhecia o território tão bem quanto o príncipe e acabou sendo emboscado nos cânions da região, sofrendo uma derrota total. Relata-se que o filho de Boístlabo, Radoslau, matou o comandante bizantino em combate. Cecaumeno, um estratego enviado em seguida para combatê-lo acabou sendo preso e levado para Ston.
A Revolta de Pedro Deliano em 1040-1042, que se auto-proclamou czar Pedro II da Bulgária dificultou para os bizantinos o envio de uma nova expedição contra a Dóclea, ocupando-lhes as forças por um tempo.
Em 1042, o zupano da Sérvia (um título subordinado e que demonstra a suserania bizantina), "bano da Bósnia" e "príncipe de Hum" Ljutovid, recebeu uma grande quantidade de ouro e prata para apoiar os bizantinos na deposição de Boístlabo. Ljutovid marchou contra a Dóclea em 1043, mas também foi emboscado e derrotado por Vojilau na colina de Klobuk, em Konavli (que era na época parte da Travúnia). Ele se aproveitou da vitória e anexou a maior parte da Zaclúmia e da Travúnia.
O novo imperador, Constantino IX, decidiu atacar a Dóclea com o exército do Tema de Dirráquio e dos temas vizinhos. Comandado por Miguel Anastácio, suas forças foram derrotadas e, assim, Boístlabo assegurou a independência da Dóclea.

## Anos finais
Boístlabo reinou em paz até a sua morte em 1043. Ele deixou a esposa e cinco filhos - Goislau , Predimir, Miguel Boístlabo, Saganek e Radoslau -, e foi enterrado na Igreja de Santo André em Prapratna, uma cidade entre Bar e Ulcinj.
A Dóclea permaneceu como o centro do estado sérvio, que já havia substituído (em termos de liderança) a Sérvia, uma posição que ela manteve por poucos anos sob o governo de Miguel enquanto os demais principados sérvios se uniam com a Sérvia sob o comando de Bolcano.